# Monica Guerritore
Monica Guerritore (Roma, 5 de enero de 1958) es una actriz de cine, teatro y televisión italiana.

## Biografía
Nacida en Roma, hija de padre napolitano y madre calabresa, debutó como actriz con solo 16 años, bajo la dirección de Giorgio Strehler en la película El jardín de los cerezos. No fue, sin embargo, su primera aparición, pues actuó fugazmente en una película de Vittorio De Sica titulada Amargo despertar, a los 13 años de edad. Estuvo casada durante 20 años con el director de teatro y cine Gabriele Lavia, actuando en muchas de sus representaciones teatrales, en papeles de personajes femeninos fuertes, como Yocasta, Lady Macbeth u Ofelia. También se puso en la piel de la señorita Julia, en el drama de Strindberg. La pareja se separó en 2001, durante los ensayos de Ingmar Bergman de Escenas de un Matrimonio en el que ella jugó un movimiento de Marianne. Guerritore continuado su trabajo con otros directores, como Giancarlo Sepe, en Madame Bovary, Carmen y en La Dama de las Camelias.
Al lado de la etapa de la carrera, ella también trabaja en la televisión y el cine: en 1976 junto a Marcello Mastroianni en el Signore e signori, buonanotte, en 1977, ella juega el papel principal en la primera RAI de color de TV juego de Manon Lescaut, también, importantes actuaciones fueron en Salvatore Samperi's Fotografando Patrizia (1985) y en Mauro Bolognini's La Venexiana (1986).
Ella se quedó muy lejos de la televisión, de 17 años y entró de nuevo en la pantalla de la RAI en 1997, con el título de rol en Constanza, y en 1999, en Mario Caiano's L'amore oltre la vita. En el 2004 se desempeña Ambra Leonardi en Amanti e segreti, y en 2006 Ada Sereni en Gianluigi Calderone del Éxodo.
Gabriele Lavia dirigió en muchos, a menudo eróticamente tonos, películas, incluyendo Scandalosa Gilda (1985), Sensi (1986) y el siciliano obra maestra de Giovanni Verga La lupa (1996). En 2007, ella juega un papel en el Ferzan Özpetek's un giorno perfetto, y en 2008 en Ivano De Matteo de La bella gente.
Ella ha realizado Santa Mónica de Christian Duguay de Sant'Agostino . La versión en inglés se llama "Corazón Inquieto, Las Confesiones de San Agustín", Ignatius Press de 2013.
En Eduardo jugar el sábado, el domingo y el lunes en 2013 y Rosa Tomei Trilussa en 2014.

## Filmografía
Cine
- Lovers and Other Relatives (1973)
- A Brief Vacation (1973)
- Me gusta mi cuñada (1974)
- La primera vez sobre la hierba (La prima volta sull'erba) (1974)
- Signore e signori, buonanotte (1976)
- Stato interessante (1977)
- Man in a Hurry (1977)
- Break Up (1978)
- Together? (1979)
- Men or Not Men (1980)
- Ombre (1980)
- Forest of Love (1981)
- Più bello di così si muore (1982)
- Io con te non ci sto più (1983)
- Il principe di Homburg (1983)
- La vela incantata (1983)
- The Dark Side of Love (1984)
- Habitación 3-23 (1985)
- The Venetian Woman (1986)
- Evil Senses (1986)
- The Strangeness of Life (1987)
- Agnieszka (1992)
- Mutande pazze (1992)
- La loba (1996)
- Femmina (1998)
- Liberarsi - Figli di una rivoluzione minore (2008)
- Sandrine in the Rain (2008)
- Un giorno perfetto (2008)
- The Seed of Discord (2008)
- La bella gente (2008)
- The Worst Week of My Life (2011)
- Tell No One (2012)
- Puoi baciare lo sposo (2018)
- ’’Tuttapposto

Televisión
- Manon Lescaut (1976)
- The Endless Game (1989)
- Gioco senza fine (1990)
- Uno di noi (1996)
- Costanza (1998)
- Scene da un matrimonio (1999)
- L'amore oltre la vita (1999)
- Retour aux sourses (2003)
- Amanti e Segreti (2004)
- Questo amore (2004)
- Amanti e segreti 2 (2005)
- Exodus (2007)
- Fuga con Marlene (2007)
- Augustine: The Decline of the Roman Empire (2010)
- Rossella (2011)
- "Sabato, domenica e lunedì " (2012)
- "Trilussa"( 2013)
- "Non Uccidere"(2015)

Teatro
- Giardino dei ciliegi (1974/1977)
- Zio Vanja (1978)
- Dodicesima notte (1979)
- Malato immaginario (1980)
- I mesnadieri (1980)
- Il principe di Hamburg (1983)
- Don Carlos (1983)
- Amleto (1985)
- Il diavolo e il buon Dio (1986)
- Spettri (1986)
- La casa scoppiata (1987)
- Macbeth (1987 /1988)
- Edipo Re (1988 /1989)
- Il padre (1988/1989)
- Riccardo III (1989)
- Il padre (1990)
- Zio Vanja (1990 /1991)
- Signorina Giulia (1992)
- Sei personaggi in cerca d'autore (1993)
- Il duello (1994)
- Giardino dei ciliegi (1995/1996)
- Scene di un matrimonio (1997/1998)
- Madame Bovary (1991/ 2001)
- Odissea (2001)
- Carmen (2001/2002)
- La signora delle camelie (2003/2004)
- Ofelia (2004)
- Giocasta (2004)
- Teresa d'Avila (2005)
- Giovanna D‘ Arco (2005/2006)
- "Dall'Inferno all'Infinito"(2008)
- "Mi chiedete di parlare "(2012/2013)
- "End of the Rainbow" (2013/2015)
- "Qualcosa Rimane /Collected Stories"( 2015/2016)
- "MARITI E MOGLI Mariti e Mogli
- ’’L’anima buona di Sezuan L’anima buona di Sezuan